# Pont sur la Cross River
Le Pont sur la Cross River est un ouvrage routier transfrontalier de 1,5 kilomètre dont la construction s'est achevée en 2021 sur le fleuve Cross river près de la commune d'Ekok , à la frontière entre le Cameroun et le Nigéria.

## Histoire
Les cahiers des charges et premiers marchés pour la construction d'un second pont sur la Cross River datent de 2010,. Il est long de 1,5 kilomètre et constitue une œuvre d'art sur la route transfrontalière entre le Cameroun et le Nigéria,,.
Le pont enjambe le fleuve Cross River qui est l'un des principaux cours d'eau frontière entre le Cameroun et le Nigéria. Sa construction est achevée en 2021.

## Description
| \| 500 km1:16 991 000 \| 1ier Pont (1830 m) 2ième Pont (756 m) Mungo (400 m) Pt Allemand (? m) Edéa (??? m) Ebebda (1020 m) Dibamba (??? m) Nyong (??? m) Kousseri (230 m) Benoué (405 m) Natchigal (??? m) Cross River(1500 m) Touraké(140 m) Bongor (600 m) |
| 500 km1:16 991 000 |

| Ponts existants                                              |
| Ponts en chantier/projet                                     |
| (1911, 1020 m) (Année de construction, longueur (en mètres)) |

Le 16 septembre 2021, le ministre camerounais des transports visite et constate l'achèvement des travaux de construction de ce pont et de ses voies d’accès. Il était prévu pour durer 18 mois.
Le pont relie Ekok, au Cameroun, à Mfumu, au Nigéria.

### Coûts
L'infrastructure, le pont et les voies d’accès, ont coûté 21,1 milliards de FCFA soit près de 39 mio de dollars, le financement venant du Cameroun, du Nigeria et de la BAD et de l’Union européenne.

### Aspects techniques
La construction est réalisée par la société chinoise CGCOC Group Co Ltd.
L’ouvrage est un pont à poutres-caisson avec encorbellements successifs.
Longueur du Pont : 408 ml ; 
Nombre de travées : 6 ; 
Hauteur des voussoirs sur pile : 8,45m ; 
Hauteur des voussoirs sur clavage : 3,15m ; 
Type de fondations : profondes (pieux) ; 
Largeur du tablier = 12,8 mètres dont chaussée bidirectionnelle de largeur 3,65 m x 2 et deux accotements de largeur 2,75 m x 2 ;
La voie d’accès côté Cameroun fait 880 mètres et côté Nigeria, 300 mètres.

### Impact du pont sur les échanges
L'infrastructure, dans la localité, est une seconde voie transfrontalière entre les deux pays, juste à côté du précédent pont. Le pont réduit la durée et augmente le trafic du transit frontalier entre le Cameroun et le Nigéria,.